# El Hassasna
El Hassasna (în arabă الحساسنة) este o comună din provincia Saïda, Algeria.
Populația comunei este de 13.294 de locuitori (2008).